# Tamás Hajnal
Tamás Hajnal [ˈtɒmaːʃ ˈhɒjnɒl] (* 15. März 1981 in Esztergom) ist ein ungarischer ehemaliger Fußballspieler und aktueller Fußballfunktionär.

## Karriere

### Verein
Hajnal begann 1985 bei Zoltek SE Nyergesújfalu mit dem Fußballspielen und wechselte im Alter von neun Jahren zu Ferencváros Budapest. Ab Juli 1997 spielte er für ein halbes Jahr bei Vác FC, bevor er im Januar 1998 zum FC Schalke 04 wechselte. Dort gehörte er ab 1999 zum Profikader und debütierte am 26. November 1999 beim Spiel gegen den SSV Ulm in der Bundesliga. Anschließend wurde er überwiegend in der zweiten Mannschaft eingesetzt und wechselte 2004 nach Belgien in die Erste Division zum VV St. Truiden, für den er 20 Spiele absolvierte und sechs Tore erzielte.
Im Jahr 2006 wurde Hajnal vom 1. FC Kaiserslautern verpflichtet. Dort erzielte der Ungar in seinem ersten Pflichtspiel am ersten Spieltag der 2. Liga gegen Rot-Weiss Essen ein Tor. Im Laufe der Saison wurde Hajnal zum Spielmacher des 1. FC Kaiserslautern. In der Saison 2007/08 spielte er beim Karlsruher SC in der 1. Bundesliga. Der damals 26-Jährige unterschrieb einen Dreijahresvertrag. Bei seinem Bundesliga-Debüt für den KSC beim 1. FC Nürnberg (2:0) am 12. August 2007 erzielte er beide Tore. Gemeinsam mit Sebastian Freis war er erfolgreichster Torschütze des KSC in dieser Saison.
Im Jahr 2008 machte Hajnal von einer vertraglichen Ausstiegsklausel Gebrauch und wechselte zur Saison 2008/09 zu Borussia Dortmund. Dort unterschrieb er einen Vierjahresvertrag. In seinem ersten Jahr in Dortmund gehörte er zur Stammelf und erzielte in 30 Spielen fünf Tore. Mit dem BVB spielte Hajnal auch im UEFA-Pokal. Im Rückspiel der ersten Runde gegen Udinese Calcio schoss Hajnal in den Nachspielzeiten der beiden Halbzeiten zwei Tore und egalisierte damit die 0:2-Hinspielniederlage, womit die Partie in die Verlängerung ging, in der kein weiteres Tor fiel. Im Elfmeterschießen schied die Borussia anschließend aus. Im Oktober 2009 unterzog sich Hajnal nach einem Bandabriss am Sprunggelenk einer Operation und war zu einer längeren Spielpause gezwungen. Ab Januar 2010 gehörte er wieder zum Kader des BVB.
Am 31. Januar 2011 wurde er mit sofortiger Wirkung bis Ende Juni an den VfB Stuttgart ausgeliehen. Durch den Klassenerhalt des VfB in der Saison 2010/11 wurde eine vereinbarte Kaufoption wirksam, durch die Hajnal endgültig zum VfB wechselte und bei den Stuttgartern einen Vertrag bis Juni 2013 erhielt. Hajnal trug maßgeblich zum Klassenerhalt des VfB Stuttgart bei. Am 7. Januar 2013 unterzeichnete Hajnal beim VfB Stuttgart einen zunächst bis Ende Juni 2014 gültigen neuen Vertrag mit einer Option für ein weiteres Jahr.
Am 1. August 2013 wechselte Hajnal in die 2. Bundesliga zum FC Ingolstadt 04. Er unterschrieb einen Dreijahresvertrag bis zum 30. Juni 2016, der jedoch bereits im August 2014 wieder aufgelöst wurde. Im Dezember 2014 unterschrieb er einen Vertrag bei Ferencváros Budapest und beendete im Sommer 2018 seine aktive Fußballerkarriere.

### Nationalmannschaft
Hajnal bestritt 59 Spiele für die ungarische Nationalmannschaft, in denen er sieben Tore erzielte. Sein Debüt gab er am 9. Oktober 2004, als er bei der 3:0-Niederlage im WM-Qualifikationsspiel gegen Schweden in der 55. Minute für Balázs Molnár eingewechselt wurde. Sein erstes Tor erzielte er drei Jahre nach seinem Debüt, als er in einem Freundschaftsspiel gegen die polnische Fußballnationalmannschaft in der 89. Minute den entscheidenden Treffer zum 1:0 erzielte.

### Funktionär
Nach Ende seiner aktiven Karriere wurde Hajnal Sportdirektor bei Ferencváros Budapest; diesen Posten hat er seitdem inne.

### Erfolge und Auszeichnungen
- DFB-Pokalsieger: 2002 mit dem FC Schalke 04
- Goldener Ball (Ungarn): 2007, 2008[8]
- Fußballer des Jahres (Ungarn): 2007
- Deutscher Meister: 2011 mit Borussia Dortmund (nur Hinrunde)
- Ungarischer Meister: 2016 (mit Ferencváros Budapest)
- Ungarischer Pokalsieger: 2015, 2016